# American Council of Learned Societies
O American Council of Learned Societies (ACLS) é uma federação privada e sem fins lucrativos de 75 organizações acadêmicas nas áreas de humanidades e ciências sociais relacionadas, fundada em 1919. É mais conhecido por suas competições de bolsas, que oferecem uma variedade de oportunidades para acadêmicos nas áreas de humanidades e ciências sociais relacionadas em todas as etapas da carreira, desde estudantes de pós-graduação até professores renomados e pesquisadores independentes, trabalhando com várias disciplinas e metodologias nos Estados Unidos e no exterior.

## História
A federação foi criada em 1919 para representar os Estados Unidos na Union Académique Internationale (União Acadêmica Internacional). Os fundadores do ACLS, representantes de 13 sociedades eruditas, acreditavam que uma federação de organizações acadêmicas (dedicadas à excelência em pesquisa, e a maioria com membros abertos) era a melhor combinação da democracia dos EUA e das aspirações intelectuais. De acordo com a constituição do conselho, sua missão era avançar nos estudos humanísticos e nas ciências sociais e manter e fortalecer sociedades nacionais dedicadas a esses estudos.